# Kościół św. Wojciecha w Bydgoszczy

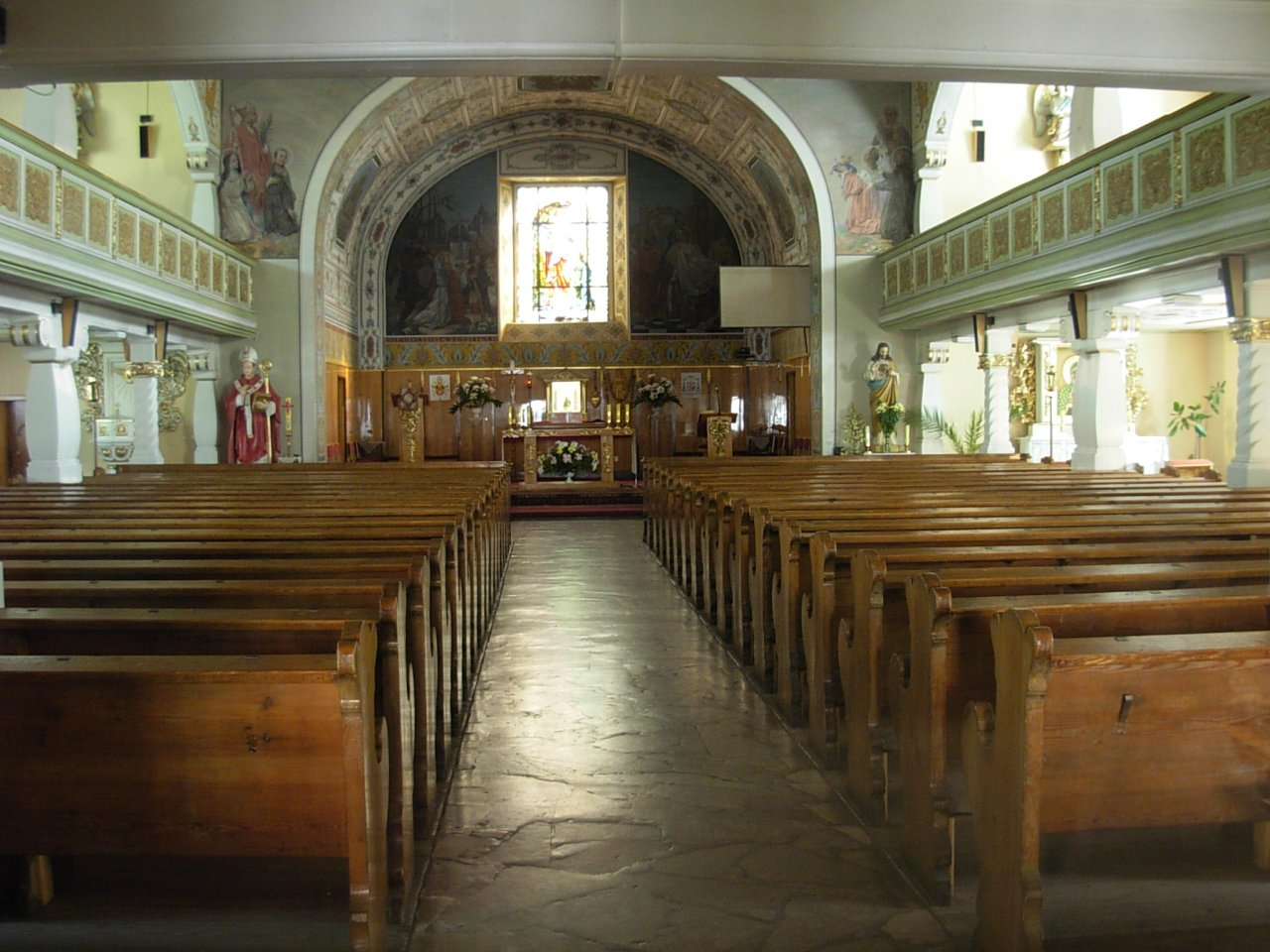
Wnętrze

Kościół św. Wojciecha w Bydgoszczy – kościół parafialny w Bydgoszczy, którego patronem jest św. Wojciech.

## Położenie
Kościół znajduje się przy ul. Nowogrodzkiej w dzielnicy Okole w Bydgoszczy, nieopodal Kanału Bydgoskiego.

## Historia
Budowa kościoła nastąpiła w kontekście intensywnego rozwoju ewangelickiej architektury sakralnej w Bydgoszczy i na jej przedmieściach w końcu wieku XIX i na początku XX.
Wówczas wzniesiono na tym terenie osiem zborów ewangelicko-unijnych, w większości neogotyckich, licowanych czerwoną cegłą.
Gmina ewangelicko-unijna na terenie Okola, składająca się niemal wyłącznie z wyznawców narodowości niemieckiej powstała w II połowie XIX wieku. Na początku wieku XX wyodrębniła się z niej i zbudowała własną świątynię wspólnota zamieszkująca Wilczak.
Gmina na Okolu doprowadziła do budowy własnej świątyni w 1895. Jednak w pierwszej dekadzie XX wieku, w czasie, gdy w okolicy budowało się kilkanaście nowych świątyń ewangelicko-unijnych, na miejscu starego postanowiono wnieść nowy, okazalszy budynek. 
Nie jest znany twórca projektu świątyni. Prace przy wznoszeniu i wyposażeniu kościoła rozpoczęto w 1912 i ukończono w 1913. Uzyskał on wówczas wezwanie św. Jana Apostoła.
Świątynia służyła niemieckiej gminie kościoła ewangelicko-unijnego do 1945, chociaż najlepsze lata dla rozwoju parafii i zboru zakończyły się już wraz z wybuchem pierwszej wojny światowej. Po 1920 liczba ewangelików w Bydgoszczy znacznie się zmniejszyła. Ostatnim proboszczem w latach 30. i przypuszczalnie do 1945 był pastor Hans Staffehl, który jednocześnie prowadził parafię na Wilczaku.
Po odejściu Niemców z Bydgoszczy świątynia parafia ewangelicka przestała istnieć. 
Władze miejskie przekazały świątynię do użytku katolikom. 
Poświęcona została  15 kwietnia 1945 i otrzymała wezwanie św. Wojciecha. 1 października 1946 r. kard. August Hlond erygował parafię. 
Świątynię przystosowano do sprawowania liturgii katolickiej. W latach 50. XX w. wykonano nowe polichromie w prezbiterium.
W latach 1977–1980 wybudowano plebanię, a w 1989 r. dobudowano dom gospodarczy z garażami.

## Architektura
Kościół zbudowany został w stylu eklektycznym, łączącym cechy barokowe i klasycystyczne.
Świątynia jest trójnawowa, otynkowana, o układzie bazylikowym, założona na planie krzyża łacińskiego z zamkniętym prosto prezbiterium skierowanym na południe. Nawy i prezbiterium przykrywa mansardowy dach z powiekami.
Otynkowane elewacje zewnętrzne otrzymały lizeny i malowane ramy permutacyjne, dzięki czemu w świątyni można odnaleźć cechy baroku klasycyzującego, charakterystycznego dla Prus w II połowie XVIII wieku. Natomiast dachy mansardowe są charakterystyczne dla budowli rokokowych. 
Dominantą budowli jest wysoka wieża przylegająca do korpusu od północy. 
Nad portalem fasady frontowej postawiono kamienną figurę św. Jana Apostoła.
Świątynia w porównaniu ze sąsiednimi zborami ewangelickimi wzniesionymi w tym samym czasie na Wilczaku, Szwederowie i Małych Bartodziejach prezentuje odmienny styl architektoniczny, rzadziej spotykany w okolicach Bydgoszczy.

## Wnętrze
Wnętrze świątyni obiega z trzech stron drewniana empora. W prezbiterium zastosowano sklepienie kolebkowe, nad nawą główną drewniana kolebka z kasetonami, a w nawach bocznych strop kasetonowy. Prezbiterium otwiera się do wewnątrz koszowym łukiem tęczowym.
W latach 50. XX wieku na sklepieniu w prezbiterium wykonano nowe polichromie, przedstawiające sceny z życia św. Wojciecha.

### Organy
Organy w świątyni zostały zbudowane na pocz. XX w. przez Paula Voelknera z Bydgoszczy. W latach powojennych zostały przebudowane.

## Galeria

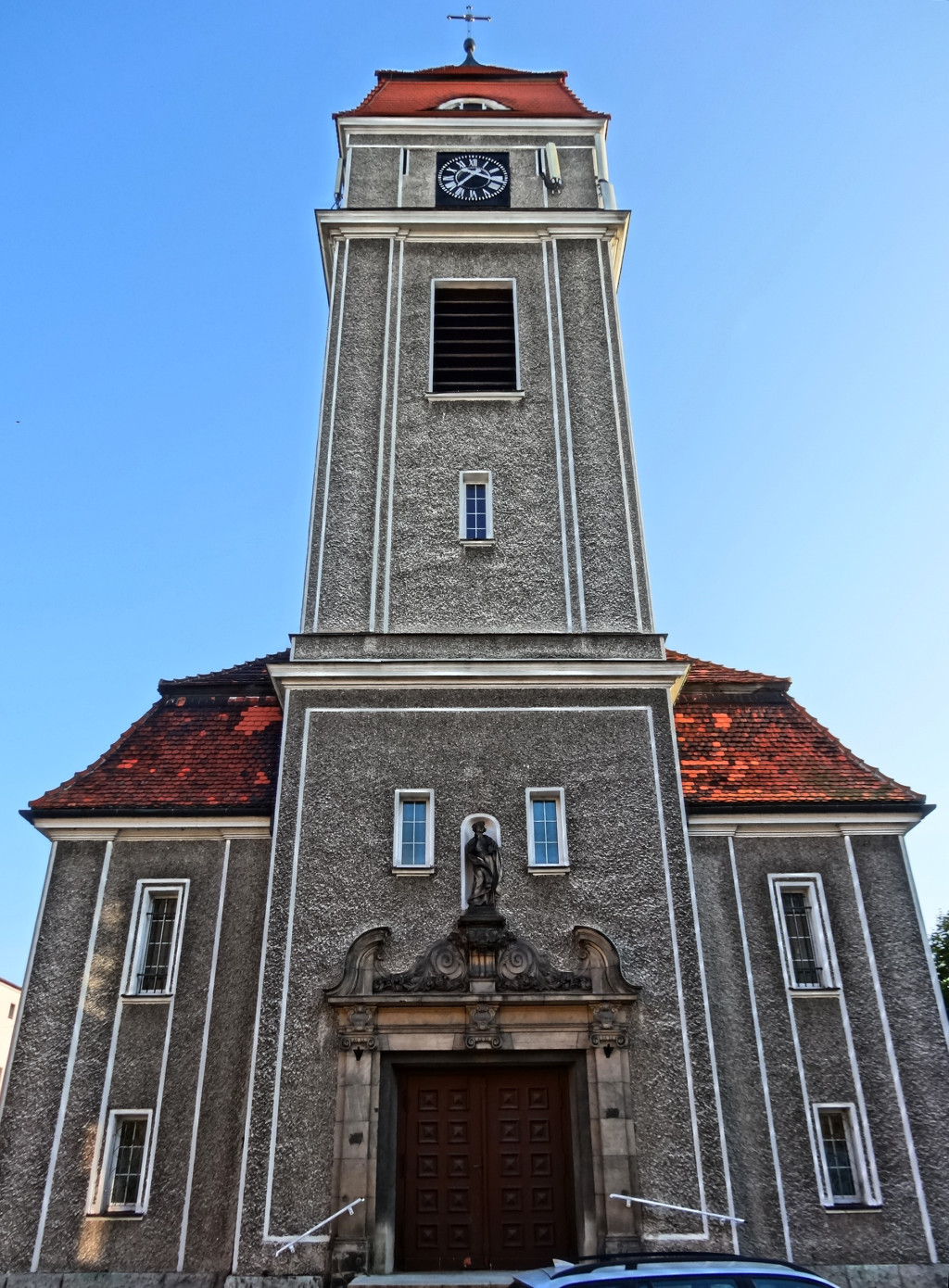
Widok od frontu
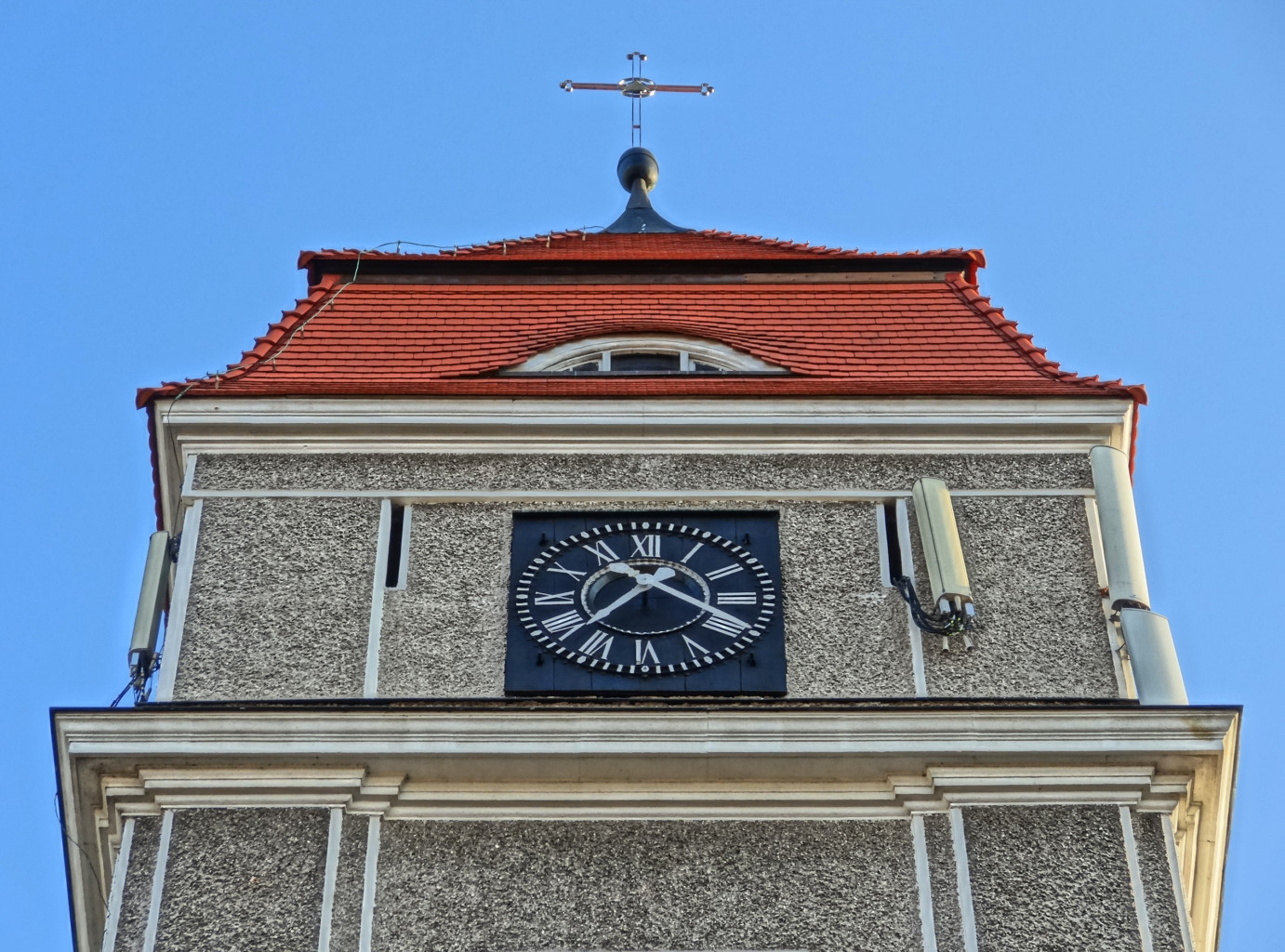
Wieża
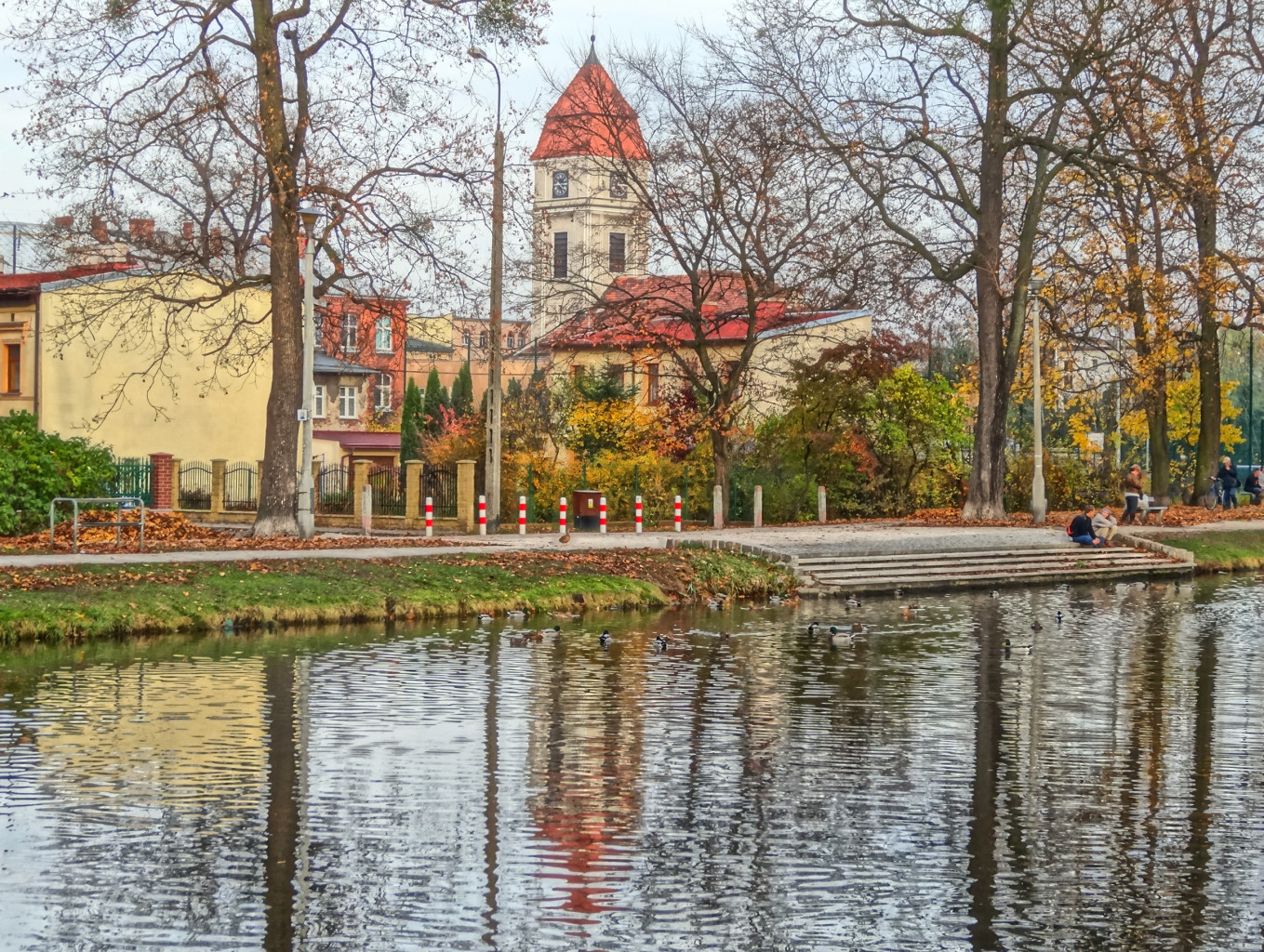
Widok z plant nad Kanałem Bydgoskim
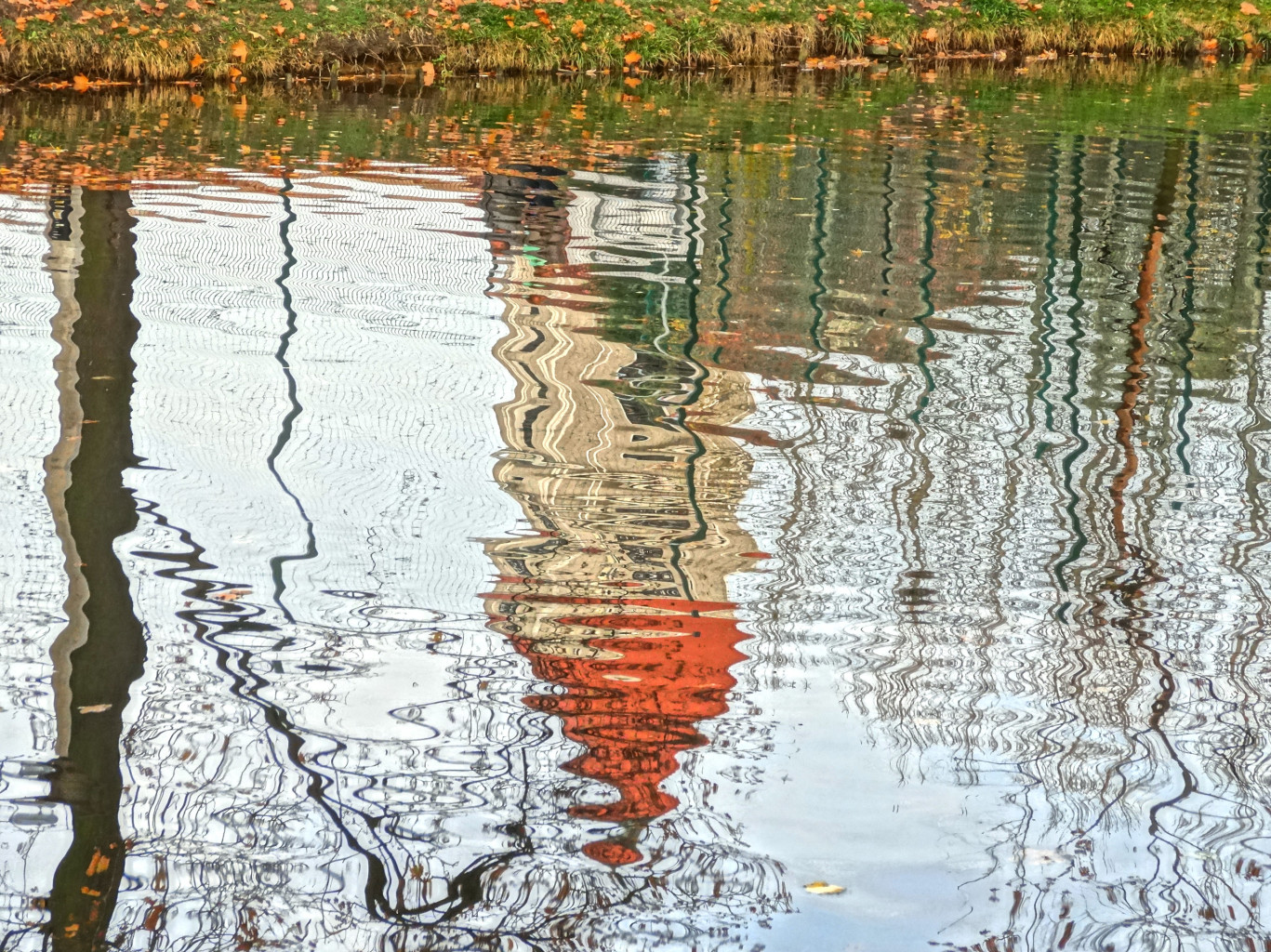
Odbicie w Kanale Bydgoskim
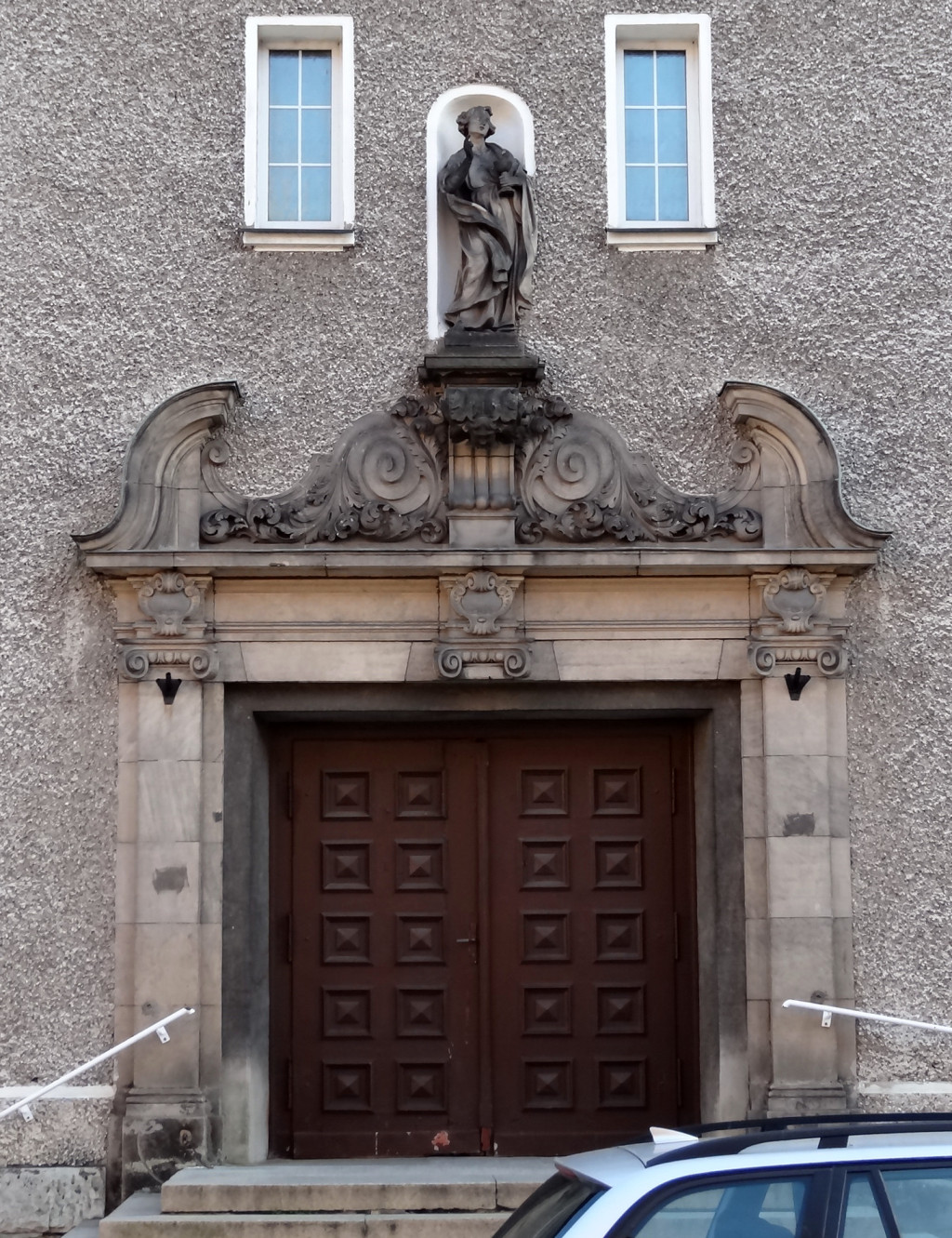
Portal
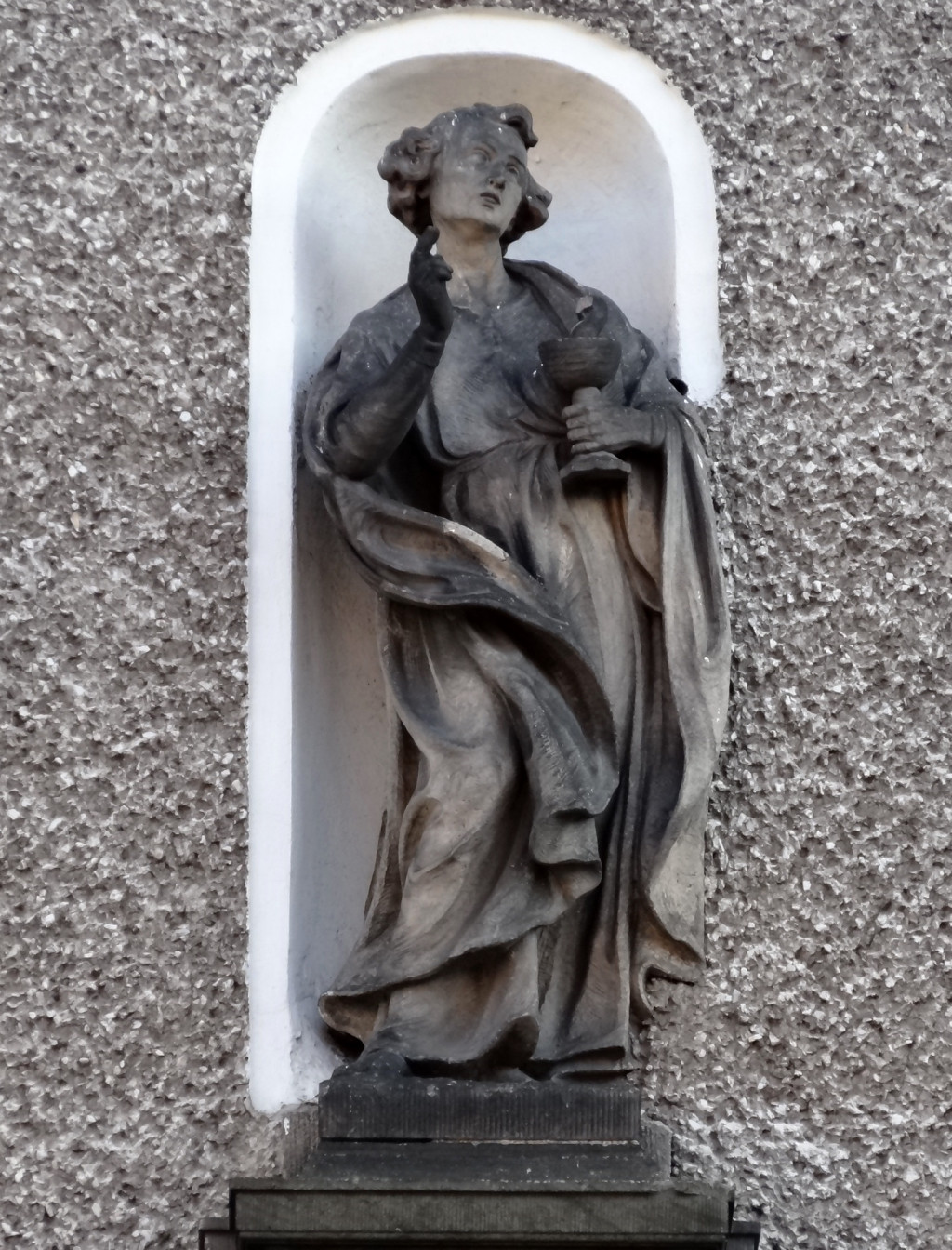
Rzeźba św. Jana - pierwszego patrona świątyni